# Васильев, Михаил Михайлович (Герой Социалистического Труда)
Михаил Михайлович Васи́льев (27 января 1930, Окишино, Нижегородский край — 8 февраля 2015, Усть-Илимск, Иркутская область) — Герой Социалистического Труда.

## Биография
Родился 27 января 1930 года в селе Окишино Лысковского района Нижегородской области. Член ВКП(б) с года.
С 1949 года на хозяйственной, общественной и политической работе. В 1949—1985 годах — плотник на строительстве Горьковской гидроэлектростанции, на строительстве Красноярской ГЭС, бригадир комсомольско-молодёжной бригады строителей, признанной лучшей в Министерстве энергетики и электрификации СССР, на строительстве Братской ГЭС, на строительстве Зейской ГЭС, бригадир комплексной бригады СМУ-2 Управления строительства Усть-Илимской ГЭС, на строительстве Усть-Илимского лесопильно-деревообрабатывающего завода.

### Трудовой подвиг
Работал бригадиром строительной бригады СМУ-2, которая участвовала в строительстве Усть-Илимской ГЭС и города Усть-Илимска.
Под руководством Васильева осуществлялось перекрытие русла Ангары для закладки плотины, были достигнуты рекорды по зимней укладке бетона в сибирских условиях.

Почётный гражданин Усть-Илимска (7.2.1985).

## Награды
- медаль «Серп и Молот»
- Государственная премия СССР (1977) — за инициативу в развёртывании соцсоревнования за досрочное освоение и максимальное использование производственных мощностей, усиление творческого содружества рабочих и специалистов